# Rochester (Illinois)
Rochester és una població dels Estats Units a l'estat d'Illinois. Segons el cens del 2006 tenia 3.442 habitants.

## Demografia
Segons el cens del 2000, Rochester tenia 2.893 habitants, 1.075 habitatges, i 868 famílies. La densitat de població era de 529,4 habitants/km².
Dels 1.075 habitatges en un 39,4% hi vivien nens de menys de 18 anys, en un 70,7% hi vivien parelles casades, en un 8,1% dones solteres, i en un 19,2% no eren unitats familiars. En el 18,1% dels habitatges hi vivien persones soles el 9,9% de les quals corresponia a persones de 65 anys o més que vivien soles. El nombre mitjà de persones vivint en cada habitatge era de 2,69 i el nombre mitjà de persones que vivien en cada família era de 3,05.
Per edats la població es repartia de la següent manera: un 27,5% tenia menys de 18 anys, un 6,3% entre 18 i 24, un 25,2% entre 25 i 44, un 29,7% de 45 a 60 i un 11,3% 65 anys o més.
L'edat mediana era de 40 anys. Per cada 100 dones de 18 o més anys hi havia 88,3 homes.
La renda mediana per habitatge era de 62.891 $ i la renda mediana per família de 73.191 $. Els homes tenien una renda mediana de 50.875 $ mentre que les dones 35.944 $. La renda per capita de la població era de 26.881 $. Aproximadament el 0,8% de les famílies i l'1,2% de la població estaven per davall del llindar de pobresa.

## Poblacions més properes
El següent diagrama mostra les poblacions més properes.